# Przeszkoda (województwo mazowieckie)
Przeszkoda – wieś w Polsce, położona w województwie mazowieckim, w powiecie grodziskim, w gminie Żabia Wola, nad strugą Mrowną. Wchodzi w skład sołectwa Władysławów
W latach 1975–1998 wieś administracyjnie należała do województwa skierniewickiego.
Przeszkoda położona jest przy szosie katowickiej, między Siestrzenią a Żabią Wolą. Po zachodniej stronie modernizowanej trasy S8 znajdują się nasypy i żelbetowe ramy wiaduktu nad rzeką  Mrowną, pochodzące z budowy, niedokończonej z powodu wybuchu II Wojny Światowej, odnogi linii kolei EKD (ob. WKD) z Komorowa poprzez Nadarzyn do Mszczonowa.